# Brandenburg-Preussen
Brandenburg-Preussen var en personalunion mellem markgrevskabet Brandenburg og hertugdømmet Preussen. Unionen blev oprettet den 27. august 1618 som en følge af Freden i Xanten (1614), og eksisterede frem til 18. januar 1701. I 1701 blev personalunionen afløst af kongeriget Preussen.
52°31′00″N 13°24′00″Ø / 52.516666666667°N 13.4°Ø